# T. Rex (음반)
| 전문가 평가   | 전문가 평가     |
| 평가 점수     | 평가 점수       |
| 출처          | 점수            |
| ------------- | --------------- |
| AllMusic      | [ 1 ]           |
| Rolling Stone | very favourable |

《T. Rex》는 1970년 12월 18일에 발매한 영국의 록 밴드 티렉스의 스튜디오 음반으로, 1968년 티라노사우루스 렉스로 데뷔한 이후 다섯 번째이자 티렉스라는 이름으로 처음 발매되었다. 이 음반은 음반사 플라이 레코드와 리프리즈 레코드에 의해 12월 18일에 발매되었다. 이 음반은 밴드의 이전 포크 스타일에서 미니멀 록 사운드로 전임자에 의해 시작된 전환을 계속했고, 여전히 일렉트릭과 어쿠스틱 소재의 균형이었다.

## 배경
비록 이 음반이 티렉스의 것으로 인정되었지만, 모든 녹음(커버샷뿐만 아니라)은 그들이 여전히 티라노사우루스 렉스였을 때 이루어졌고, 프로듀서 토니 비스콘티가 몇 개의 트랙에서 베이스와 리코더를 연주했지만, 싱어송라이터 겸 기타리스트 마크 볼란과 타악기 연주자 미키 핀의 2인조 라인업이 있었다. 볼란은 자작 음반을 선택하기 전에 이 음반을 《The Wizard》 또는 《The Children of Rarn》이라고 부르는 것을 고려했다. 볼란은 그가 창조하려고 했던 새로운 일렉트릭 이미지에 맞게 그의 일렉트릭 기타와 함께 사진을 찍고 싶었다.
이 음반은 일렉트릭 록 사운드와 여러 트랙에 스트링 추가에 더욱 중점을 두면서 이 듀오의 이전 음반 《A Beard of Stars》의 맥락에서 계속되었다. 〈The Time of Love is Now〉, 〈Sunneye〉, 〈Root of Star〉와 같은 특정 트랙은 스타일적으로 티라노사우루스 렉스의 포크 음악에 더 가까웠다. 올뮤직은 "음반의 음색이 이전 음반보다 조금 더 목가적"이라고 썼지만, 일렉트릭 기타는 〈Beltrane Walk〉, 〈Is It Love〉, 〈Diamond Meadows〉의 트랙에 통합되어 후속곡의 스타일보다 앞선다. 가사는 부분적으로 톨킨에 의해 영감을 받았다. 그것은 마법사, 드루이드, 그리고 "벅스킨 드레스를 입은 액체 시인"에 대한 시이다. 저널리스트 톰 에버렛은 볼란이 "영어의 순수한 소리뿐만 아니라 신비주의에 분명히 빠져 있었다"고 관찰했다.
이 음반에는 두 개의 오래된 티라노사우루스 렉스 곡의 일렉트릭 재작업이 포함되어 있는데, 그 중 하나인 〈The Wizard〉는 원래 1965년 볼란의 첫 번째 싱글의 A-사이드로 녹음되었다. 두 번째는 티라노사우루스 렉스의 두 번째 싱글인 〈One Inch Rock〉의 일렉트릭 버전으로, 볼란과 핀의 스캣 싱어가 도입되었으며, 이 둘은 음반 세션 전에 몇 달 동안 라이브 어쿠스틱 버전으로 통합했다. 하지만, 남은 짧은 곡들은 새로운 소재였다. 오프닝과 클로징 트랙은 심포닉 록으로의 침입이었다.
플로 & 에디로 알려진 하워드 케일런과 마크 볼먼은 티렉스의 노래 〈Seagull Woman〉에서 처음으로 백 보컬을 불렀다. 그들은 계속해서 그룹의 후속 히트곡 대부분을 노래할 것이다.

## 곡 목록
모든 곡들은 마크 볼란이 작사/작곡하였다.
| #  | 제목                        | 재생 시간 |
| -- | --------------------------- | --------- |
| 1. | 〈The Children of Rarn〉    | 0:53      |
| 2. | 〈Jewel〉                   | 2:46      |
| 3. | 〈The Visit〉               | 1:55      |
| 4. | 〈Childe〉                  | 1:41      |
| 5. | 〈The Time of Love Is Now〉 | 2:42      |
| 6. | 〈Diamond Meadows〉         | 1:58      |
| 7. | 〈Root of Star〉            | 2:31      |
| 8. | 〈Beltane Walk〉            | 2:38      |

| #  | 제목                               | 재생 시간 |
| -- | ---------------------------------- | --------- |
| 1. | 〈Is It Love?〉                    | 2:34      |
| 2. | 〈One Inch Rock〉                  | 2:28      |
| 3. | 〈Summer Deep〉                    | 1:43      |
| 4. | 〈Seagull Woman〉                  | 2:18      |
| 5. | 〈Suneye〉                         | 2:06      |
| 6. | 〈The Wizard〉                     | 8:50      |
| 7. | 〈The Children of Rarn (Reprise)〉 | 0:36      |